# Pietro Fantin

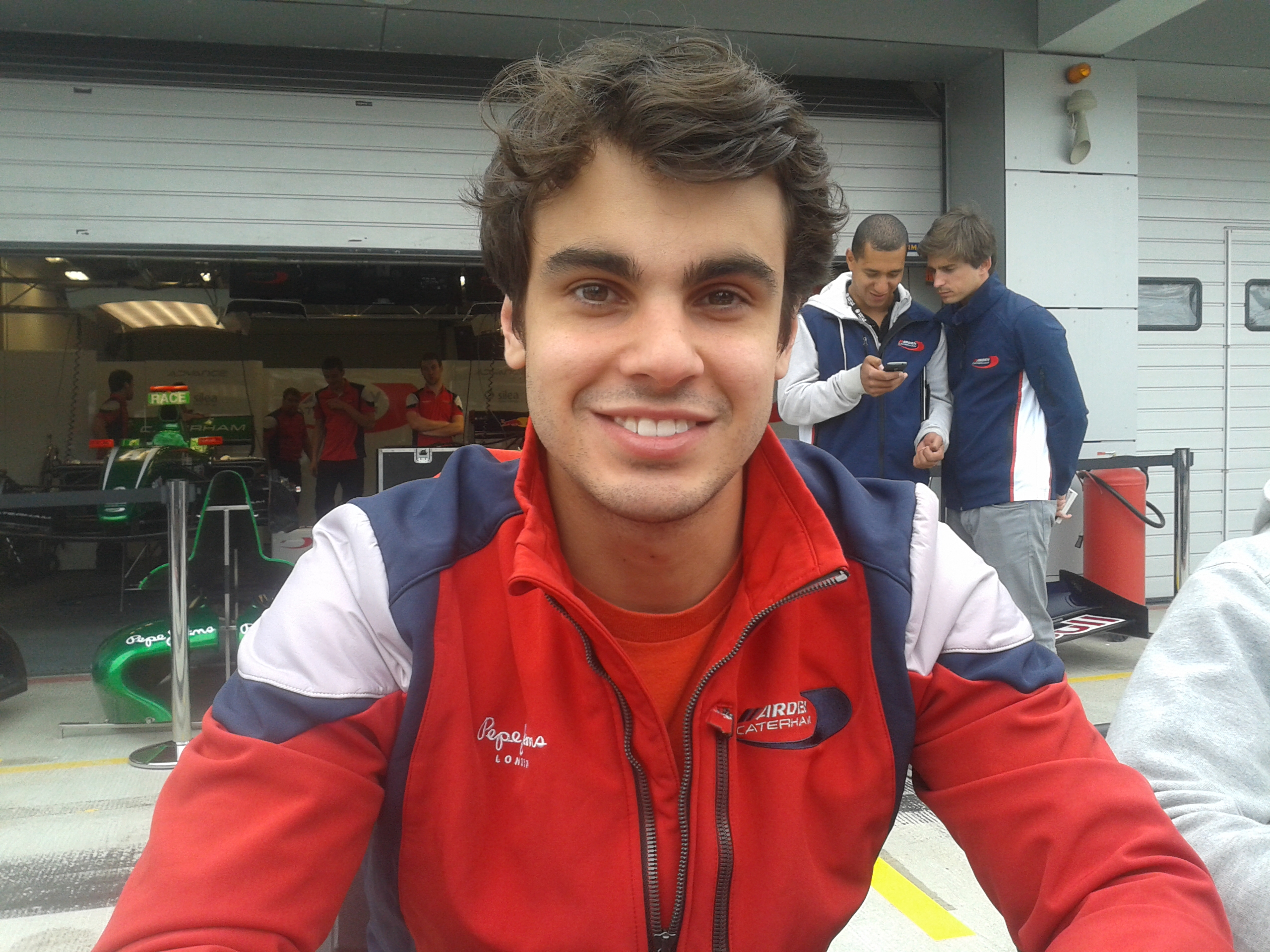
Pietro Fantin in 2013

Pietro Fantin (Curitiba, 28 november 1991) is een Braziliaans autocoureur.

## Carrière
Fantin begon zijn racecarrière in het karting, waar hij reed tot 2009. In 2010 stapte hij over naar het formuleracing, in de Formule 3. Voor Hitech Racing Brazil nam hij deel aan 9 van de 24 races van het Zuid-Amerikaanse Formule 3-kampioenschap. Hij won drie races en scoorde nog twee andere podiumplaatsen, waarmee hij het seizoen eindigde op plaats 9 met 108 punten. In 2010 reed hij ook 9 gastraces in het Britse Formule 3-kampioenschap voor Hitech.
In 2011 nam hij deel aan het volledige seizoen van de Britse Formule 3 voor Hitech. Met één overwinning op de Rockingham Motor Speedway eindigde hij als achtste in het kampioenschap met 119 punten.
In 2012 blijft Fantin in de Britse Formule 3 rijden, maar stapt over naar het team Carlin. Hij behaalde geen overwinningen, maar wist zijn positie in het kampioenschap met één positie te verbeteren en eindigde als zevende met 195 punten.

### Formule Renault 3.5 Series
In 2013 stapt Fantin over naar de Formule Renault 3.5 Series voor het team Arden Caterham. Hij wordt hier de teamgenoot van António Félix da Costa.